# Árpád Fekete
Árpád Fekete (* 5. März 1921 in Salgótarján, Königreich Ungarn; † 26. Februar 2012 in Guadalajara, Mexiko) war ein ungarischer Fußballspieler, der zwischen 1935 und 1942 für Újpest Budapest spielte, aber als Trainer in Mexiko Berühmtheit erlangte, wo er zwei Mannschaften insgesamt dreimal zur Meisterschaft führte.
Zunächst gewann er in den Jahren 1959 und 1960 zwei Meisterschaften mit Chivas Guadalajara und legte damit den Grundstein für ihren späteren Spitznamen „Campeonísimo“. 1963 gewann er einen weiteren Meistertitel mit dem ebenfalls in Guadalajara beheimateten Club Oro, wobei er ausgerechnet durch einen 1:0-Sieg im direkten Vergleich am letzten Spieltag seinem früheren Verein die Meisterschaft abspenstig machte und seine eigene Mannschaft mit dem Titelgewinn krönte.

## Karriere
Fekete, der in Mexiko auch unter dem Spitznamen „Bombero“ bekannt war, verließ sein Heimatland Ungarn schon als junger Mann und kam über Stationen in Rumänien und Italien, wo er 1954 seinen Trainerschein machte, in die USA. Von dort ging es schon bald nach Mexiko, nachdem er 1957 einen Vertrag als Trainer bei Chivas Guadalajara unterschrieben hatte.
Der vorherige Weltenbummler blieb in Mexiko und trainierte dort im Laufe der Jahre insgesamt 14 Vereine. Besonders interessant hierbei ist, dass er alle sieben Vereine aus der Stadt Guadalajara trainierte, die jemals in der ersten mexikanischen Liga gespielt haben: neben Chivas, die er nach seinem erfolgreichen Engagement zwischen 1957/58 und 1959/60 noch einmal in der Saison 1989/90 vorübergehend trainiert hatte, aufgrund des fehlenden Erfolges aber schon bald wieder entlassen worden war, waren dies der Club Atlas, der Club Nacional, die beiden „Universitätsvereine“ UAG Tecos und Leones Negros de la UdeG sowie der Club Oro und dessen späterer Rechtsnachfolger Club Jalisco; wenngleich er den Verein unter der letztgenannten Bezeichnung nur ein Spiel in der Saison 1970/71 coachte.

## Erfolge
- Mexikanischer Meister: 1959, 1960 (mit Chivas Guadalajara) und 1963 (mit dem Club Oro)
- Mexikanischer Pokalsieger: 1975 (mit UNAM Pumas)
- Mexikanischer Supercup: 1959, 1960 (mit Chivas Guadalajara), 1963 (mit Oro de Jalisco) und 1975 (mit UNAM Pumas)